# Brangas torfrida
Brangas torfrida is een vlinder uit de familie van de Lycaenidae. De wetenschappelijke naam van de soort werd als Thecla torfrida in 1867 gepubliceerd door William Chapman Hewitson.